# Amtsgericht Grünberg in Schlesien
Das Amtsgericht Grünberg (auch Amtsgericht Grünberg in Schlesien) war ein preußisches Amtsgericht mit Sitz in Grünberg in Schlesien.

## Geschichte
In Grünberg bestand von 1849 bis 1879 das Kreisgericht Grünberg. Das königlich preußische Amtsgericht Grünberg wurde mit Wirkung zum 1. Oktober 1879 als eines von 14 Amtsgerichten im Bezirk des Landgerichtes Glogau im Bezirk des Oberlandesgerichtes Breslau gebildet. Der Sitz des Gerichtes war Grünberg. Sein Gerichtsbezirk umfasste den Landkreis Grünberg i. Schles. Am Gericht bestanden 1880 sechs Richterstellen. Das Amtsgericht war damit das größte Amtsgericht im Landgerichtsbezirk. In Kontopp wurden Gerichtstage abgehalten. Im Jahre 1889 wurde beschlossen, ein eigenständiges Amtsgericht Kontopp zu errichten. Dies erfolgte 1892, und der Amtsgerichtsbezirk Grünberg war damit geteilt.
Im Jahre 1945 wurde der Amtsgerichtsbezirk unter polnische Verwaltung gestellt, und die deutschen Einwohner wurden vertrieben. Damit endete auch die Geschichte des Amtsgerichtes Grünberg.